# Metall-Schwein
Das Metall-Schwein (Xinhai (chinesisch 辛亥, Pinyin xīnhài)) ist das 48. Jahr des chinesischen Kalenders (siehe Tabelle 天支 60-Jahre-Zyklus). Es ist ein Begriff aus dem Bereich der chinesischen Astrologie und bezeichnet diejenigen Mondjahre, die durch eine Verbindung des achten Himmelsstammes (辛,  xīn, Element Metall und Yīn) mit dem zwölften Erdzweig (亥,  hài), symbolisiert durch das Schwein (猪,  zhū), charakterisiert sind.
Nach dem chinesischen Kalender tritt eine solche Verbindung alle 60 Jahre ein. Das letzte Metall-Schwein-Jahr begann 1971 und dauerte wegen der Abweichung des chinesischen vom gregorianischen Kalenderjahr vom 27. Januar 1971 bis 14. Februar 1972.

## Metall-Schwein-Jahr
Im chinesischen Kalenderzyklus ist das Jahr des Metall-Schweins 辛亥 xīnhài das 48. Jahr (am Beginn des Jahres: Metall-Hund 庚戌 gēngxū 47).
| Liste der Metall-Schwein-Jahre des 60-Jahres-Zyklus (Ende des Zyklus – bei Zählung vom 1. Regierungsjahr Huángdì) (Beginn des Zyklus – bei Zählung vom 61. Regierungsjahr Huángdì)            |              |              |              |              |              |              |              |              |              |              |
| Zykl. | 0            | 1            | 2            | 3            | 4            | 5            | 6            | 7            | 8            | 9            |
| 0 | 2650 v. Chr. | 2590 v. Chr. | 2530 v. Chr. | 2470 v. Chr. | 2410 v. Chr. | 2350 v. Chr. | 2290 v. Chr. | 2230 v. Chr. | 2170 v. Chr. | 2110 v. Chr. |
| 10 | 2050 v. Chr. | 1990 v. Chr. | 1930 v. Chr. | 1870 v. Chr. | 1810 v. Chr. | 1750 v. Chr. | 1690 v. Chr. | 1630 v. Chr. | 1570 v. Chr. | 1510 v. Chr. |
| 20 | 1450 v. Chr. | 1390 v. Chr. | 1330 v. Chr. | 1270 v. Chr. | 1210 v. Chr. | 1150 v. Chr. | 1090 v. Chr. | 1030 v. Chr. | 970 v. Chr.  | 910 v. Chr.  |
| 30 | 850 v. Chr.  | 790 v. Chr.  | 730 v. Chr.  | 670 v. Chr.  | 610 v. Chr.  | 550 v. Chr.  | 490 v. Chr.  | 430 v. Chr.  | 370 v. Chr.  | 310 v. Chr.  |
| 40 | 250 v. Chr.  | 190 v. Chr.  | 130 v. Chr.  | 70 v. Chr.   | 10 v. Chr.   | 51           | 111          | 171          | 231          | 291          |
| 50 | 351          | 411          | 471          | 531          | 591          | 651          | 711          | 771          | 831          | 891          |
| 60 | 951          | 1011         | 1071         | 1131         | 1191         | 1251         | 1311         | 1371         | 1431         | 1491         |
| 70 | 1551         | 1611         | 1671         | 1731         | 1791         | 1851         | 1911         | 1971         | 2031         | 2091         |
| 80 | 2151         | 2211         | 2271         | 2331         | 2391         | 2451         | 2511         | 2571         | 2631         | 2691         |
| Hinweis: Die laufende Nr. des Zyklus ergibt sich aus der Zeilen-Nr. addiert mit der Spalten-Nr. Beispiel: Das Metall-Schwein-Jahr des 35. Zyklus (Zeile 30 + Spalte 5) entspricht 550 v. Chr. |              |              |              |              |              |              |              |              |              |              |